# 卵色
卵色（たまごいろ）は、卵黄のような少し赤みを帯びた黄色。現代の橙色に近い卵黄の色ではなく、標準的な卵黄に近い黄色を指す。JIS慣用色名では「明るい赤みの黄」（略号 ltr-Y）と定義している。

## 概要
江戸時代前期に登場した色と思われる。
卵にちなんだ色には、平安時代から存在する「鳥の子色」があったが、こちらは卵殻のような薄黄色だった。卵色は卵の中身の色である。
寛政年間の流行歌「はたおり唄」に、「真木の霜降り卵色　大幡大吉万格子　田野倉萌黄の程のよさ　朝日に照す唐茶無地　谷村黒八　博多織」とある。『好色一代男』巻七には、「人の見知る程の大臣は肌着に隠し緋無垢、上には卵色の縮緬に思日入の数紋、薄鼠の紛い織」と、当時の裕福な商人階級の衣装として書かれている。
1772年刊行の『諸色手染草』には、たまご土（黄土）を、大豆を磨り潰した豆汁で溶いて濾した液でもって染める、とある。